# Hervé Marseille
Hervé Marseille (Abbeville, 20 augustus 1954) is een Frans politicus. Hij is de huidige voorzitter van de Force européenne démocrate (FED).
Marseille bekleedde diverse regionale bestuursfuncties en is sinds 1999 burgemeester van Meudon en is sinds 2004 vicevoorzitter van de Franse Raad van Burgemeesters. In 2011 werd hij voor het departement Hauts-de-Seine in de Senaat gekozen. Hij maakt sindsdien deel uit van de fractie Union centriste.
Hervé Marseille was aanvankelijk lid van de Union pour la démocratie française (UDF) en binnen deze partij bekleedde hij het voorzitterschap van de Parti social-démocrate (PSD). Na de opheffing van de UDF trad hij toe tot het Nouveau Centre maar sloot zich in 2012 aan bij de Force européenne démocrate (FED), een onderdeel van de Union des démocrates et indépendants (UDI). Op 27 juni 2015 werd hij unaniem verkozen tot voorzitter van de FED als opvolger van Jean-Christophe Lagarde die voorzitter werd van de UDI.